# فشندك
فشندك هي قرية في مقاطعة طالقان، إيران. عدد سكان هذه القرية هو 1,198 في سنة 2006.